# Thaiwoo
Thaiwoo (en chinois : 太舞) est une station de sports d'hiver chinoise située au sud de Taizicheng à environ 60 kilomètres à l'est de Zhangjiakou dans la province du Hebei. 
Ouverte en 2015 dans un style nord-américain, elle a été construite sur le versant nord du pic de jade (Yushiliang, 2 160 m) et offre 510 m de dénivelé. Une section non rénovée de la muraille de Chine court sur la ligne de crête. Comportant initialement une télécabine de 8 places et deux télésièges rapides de 6 et 4 places de Poma, les installations ont été complétées en 2018 par un télésiège débrayable de 6 places de Bartholet BMF (de) portant la capacité totale à 8900 personnes par heure pour une longueur totale des remontées de 5,1 kilomètres, sans compter les 10 tapis roulants. Les 20 kilomètres de pistes sont ouvertes de la fin novembre à la fin mars. La compagnie responsable a prévu d'étendre le domaine skiable sur 20 km2 et envisage un investissement total de plus de 20 milliards de yuans (env. 2,6 milliards d'euros)[réf. nécessaire].
Après avoir accueilli régulièrement des épreuves de ski de bosses comptant pour la coupe du monde à partir de la saison 2016-2017, elle organisera celles des Jeux olympiques d'hiver de 2022.